# مكي بن إبراهيم
مكي بن إبراهيم بن بشير بن فرقد الحنظلي التميمي البرجمي البلخي. (126 هـ - 215هـ/743- 830م) يكنى بأبو السكن وأحد العلماء ومن رواة الحديث عند أهل السنة والجماعة. كان أحد الرحّالين في طلب الحديث، وابتدأ في طلب العلم وعمره سبعة عشر عاماً.
وهو أحد شيوخ البخاري في صحيحه، وأحمد بن حنبل. قال عبد الله بن عمرو بن العمركي سمعت عبد الصمد بن الفضل: سمعت مكيًا يقول: «حججت ستين حجة، وتزوجت ستين امرأة، وجاورت عشر سنين، وكتبت عن سبعة عشر نفساً من التابعين.» وعن عمر بن مدرك، عن مكي قال: «قطعت البادية من بلخ خمسين مرة حاجا، ودفعت في كرى بيوت مكة ألف دينار ونيفا.»، توفي ببلخ في النصف من شعبان سنة خمس عشرة ومائتين، وقد قارب المائة.

## نسبه ومولده
هو أبو السكن، مكي بن إبراهيم بن بشير بن فرقد الحنظلي التميمي البرجمي البلخي، نقل عنه أنه قال: "ولدت سنة ستٍ وعشرين ومائة" وهي سنة توفق عام 748م.

## أقوال العلماء فيه
- قال مسلمة بن القاسم القرطبي: ثقة.
- وقال محمد بن سعد: كان ثقة، ثبتاً في الحديث.
- وقال أحمد بن حنبل: ثقة.
- وقال أبو يعلى الخليلي: ثقة، متفق عليه.
- وقال أبو حاتم الرازي: محله الصِّدْق.
- وقال النسائي: ليس به بأس.
- وقال الدارقطني: ثقة مأمون.
- وذكره ابن حبان في «الثقات».

## شيوخه وتلاميذه
- شيوخه ومن روى عنهم:

روى عن: أيمن بن نابل، ويزيد بن أبي عبيد، وبهز بن حكيم، والجعيد بن عبد الرحمن، وجعفر الصادق، وعبد الله بن سعيد بن أبي هند، وهشام بن حسان، وهاشم بن هاشم بن عتبة، وابن جريج، وأبي حنيفة، وطائفة.
- تلاميذه ومن روى عنه:

روى عنه البخاري، والستة عن رجل عنه، وأحمد بن حنبل، ويحيى بن معين، وبندار، ومحمد بن يحيى الذهلي، وإبراهيم بن يعقوب الجوزجاني، وعباس الدوري، وعبد الصمد بن سليمان البلخي، ومحمد بن يونس الكديمي، وعبد الصمد بن الفضل البلخي، وحفيده محمد بن الحسن بن مكي، وخلق آخرهم موتا معمر بن محمد بن معمر البلخي.

## وفاته
توفي في بلخ سنة 215هـ / 830م وهو في عمر يقارب المائة عام، وقيل أنه توفي في سنة 214هـ/ 829م.